# Formula Regionális Óceánia-bajnokság
A Formula Regionális Óceánia-bajnokság Új-Zéland első számú Formula–3-as versenysorozata, amely minden jelentősebb versenyt tartalmaz az országnak. A sorozat korábban 2023-ig Toyota Racing Series néven futott.

## Története
A Toyota Racing Series-t az új-zélandi tehetségek következő generációja számára hozták létre. A sorozat lehetőséget kínál a feltörekvő pilótáknak, hogy értékes tapasztalatokat szerezzenek a szénszálas egységesített vázzal, az aerodinamikával és a slick abroncsokkal kapcsolatban.
A sorozatot a Motorsport New Zealand, a sportágat irányító testület teljes mértékben támogatja. 2017 elejéig a szériát a Toyota Racing Management cég irányította Barrie Thomlinson vezetésével.
Brendon Hartley és Earl Bamber is innen kezdte pályafutását, majd előbbi eljutott a Scuderia Toro Rosso csapatával a Formula–1-be. A szériában olyanok versenyzők is versenyeztek, akik eljutottak a Formula–1-be, mint Danyiil Kvjat, Will Stevens, Lance Stroll és Lando Norris.
2008-ra a sorozat is "zöld" lett. A szériában versenyző autók üzemanyagai immár 85 százalékos etanolból készült E85-ös bioüzemanyag-keverék, amely tejsavóból készül, amely tejipar mellékterméke; és benzin. A csökkentett károsanyag-kibocsátás, a csökkentett szénlábnyom és a fosszilis tüzelőanyagok csökkentett felhasználása mind bemutatásra kerül ebben az egyedülálló új-zélandi versenysorozatban. A 2008-as Új-Zélandi nagydíj, így a világon az első bio üzemanyag-nagydíja lett.
A januárban és februárban megrendezett sorozat vonzotta az európai és amerikai pilótákat, hogy a téli szünet alatt is formában maradjanak, vagy felkészülési programot teljesítsenek. A 2019. júniusi FIA Motorsport Világtanácsának határozata lehetővé tette a fiatal versenyzők számára, hogy a Toyota Racing Series-ben való szereplésük szuperlicensz-pontokat érjen, melyek a Formula–1-be való bekerüléshez szükséges, valamint más sorozatokban is elindulhatnak.
A sorozatot a 2023-as szezontól Castrol Toyota Formula Regionális Óceánia-bajnokságra nevezték át, és csatlakozott a FIA Formula Regionális-bajnokságok közé.

## Autók

### 2015–2019
A 2015 és 2019 közötti időszakban az összes csapat a Tatuus FT-50 alvázat használta, amelyet 1,8 literes Toyota négyhengeres 2ZZ-GE kóddal ellátót motorok módosított változatai hajtottak, ezek 200 LE teljesítményre képesek, 6 sebességes szekvenciális váltó, korlátozott csúszású differenciálművel, szénszálas karosszériával és karbon monocoque alvázzal indítottak. A Tatuus építette a teljes vázszerkezetet a FIA Formula–3 meghatározása szerint. a széria gumibeszállítója a Michelin cég volt. Az autók súlya megközelítőleg 480 kg volt.

### 2020–
2020-tól az új konstrukció modellneve a Tatuus FT-60, amely megegyezett az Európában használt Tatuus F.3 T-318-val, míg az új Toyota által biztosított 8AR-FTS 2,0 literes turbófeltöltős motor dolgozik, amely 270 LE teljesítményre képes. Megtalálhatóak rajta olyan biztonsági újítások, mint a Halo, és versenyzővel együtt körülbelül 665 kg tömegűek az autók.

## Bajnokok

### Versenyzők
| 2005    | Brent Collins                                | Brent Collins Motorsport                     | 1                                            | 4                                            | 10                                           | 4                                            | 937                                          |                                              |                                              |
| 2005–06 | Daniel Gaunt                                 | International Motorsport                     | 5                                            | 7                                            | 17                                           | 10                                           | 1491                                         |                                              |                                              |
| 2006–07 | Daniel Gaunt                                 | International Motorsport                     | 3                                            | 9                                            | 16                                           | 8                                            | 1448                                         |                                              |                                              |
| 2007–08 | Andy Knight                                  | Knight Motorsport                            | 6                                            | 6                                            | 16                                           | 2                                            | 1230                                         |                                              |                                              |
| 2008–09 | Mitch Cunningham                             | Giles Motorsport                             | 7                                            | 5                                            | 13                                           | 4                                            | 1110                                         |                                              |                                              |
| 2010    | Mitch Evans                                  | Giles Motorsport                             | 8                                            | 3                                            | 10                                           | 5                                            | 915                                          |                                              |                                              |
| 2011    | Mitch Evans                                  | Giles Motorsport                             | 6                                            | 7                                            | 14                                           | 5                                            | 973                                          |                                              |                                              |
| 2012    | Nick Cassidy                                 | Giles Motorsport                             | 0                                            | 5                                            | 10                                           | 4                                            | 934                                          |                                              |                                              |
| 2013    | Nick Cassidy                                 | M2 Competition                               | 0                                            | 2                                            | 10                                           | 6                                            | 915                                          |                                              |                                              |
| 2014    | Andrew Tang                                  | Neale Motorsport                             | 1                                            | 3                                            | 9                                            | 4                                            | 794                                          |                                              |                                              |
| 2015    | Lance Stroll                                 | M2 Competition                               | 0                                            | 4                                            | 10                                           | 2                                            | 906                                          |                                              |                                              |
| 2016    | Lando Norris                                 | M2 Competition                               | 8                                            | 6                                            | 11                                           | 5                                            | 924                                          |                                              |                                              |
| 2017    | Thomas Randle                                | Victory Motor Racing                         | 3                                            | 2                                            | 7                                            | 7                                            | 855                                          |                                              |                                              |
| 2018    | Robert Svarcman                              | M2 Competition                               | 3                                            | 1                                            | 9                                            | 3                                            | 916                                          |                                              |                                              |
| 2019    | Liam Lawson                                  | M2 Competition                               | 4                                            | 5                                            | 11                                           | 5                                            | 356                                          |                                              |                                              |
| 2020    | Igor Fraga                                   | M2 Competition                               | 4                                            | 9                                            | 3                                            | 362                                          |                                              |                                              |                                              |
| 2021    | Matthew Payne                                | M2 Competition                               | 6                                            | 5                                            | 9                                            | 5                                            | 287                                          |                                              |                                              |
| 2022    | A szezont a Covid19-pandémia miatt törölték. | A szezont a Covid19-pandémia miatt törölték. | A szezont a Covid19-pandémia miatt törölték. | A szezont a Covid19-pandémia miatt törölték. | A szezont a Covid19-pandémia miatt törölték. | A szezont a Covid19-pandémia miatt törölték. | A szezont a Covid19-pandémia miatt törölték. | A szezont a Covid19-pandémia miatt törölték. | A szezont a Covid19-pandémia miatt törölték. |
| 2023    | Charlie Wurz                                 | M2 Competition                               | 4                                            | 4                                            | 6                                            | 1                                            | 343                                          |                                              |                                              |
| 2024    | Roman Bilinski                               | M2 Competition                               | 5                                            | 6                                            | 12                                           | 5                                            | 385                                          |                                              |                                              |
| 2025    | Arvid Lindblad                               | M2 Competition                               | 6                                            | 6                                            | 12                                           | 6                                            | 370                                          |                                              |                                              |

### Konstruktőrök
| Összes | Csapat                   | Évek                                                       |
| ------ | ------------------------ | ---------------------------------------------------------- |
| 10     | M2 Competition           | 2013, 2015, 2016, 2018, 2019, 2020, 2021, 2023, 2024, 2025 |
| 4      | Giles Motorsport         | 2008–09, 2010, 2011, 2012                                  |
| 2      | International Motorsport | 2005–06, 2006–07                                           |
| 1      | Brent Collins Motorsport | 2005                                                       |
| 1      | Knight Motorsport        | 2007–08                                                    |
| 1      | Neale Motorsport         | 2014                                                       |
| 1      | Victory Motor Racing     | 2017                                                       |